# Elbert van Strien
Elbert van Strien (Rotterdam, 1964) is een Nederlands regisseur, scenarioschrijver en producent.

## Carrière
Van Strien studeerde van 1988 tot 1993 aan de Nederlandse Film en Televisie Academie en met zijn eindexamenfilm De Marionettenwereld won hij in 1993 een Gouden Kalf voor de beste korte film. Hij regisseerde de film en schreef het scenario. In 1994 werd de film genomineerd voor een 'studentenoscar' bij de Student Academy Awards in de VS.
Na de academie regisseerde hij onder meer een aantal afleveringen van televisieseries als Baantjer, 12 steden, 13 ongelukken en Ernstige Delicten. Ook regisseerde hij in de Lolamoviola-reeks Het Spaanse Paard (met o.m. Victor Löw).
In 1999 was Van Strien een van de opstellers van het Manifest voor de Verbeelding van de Fantasten, een oproep tot meer fantasie in de Nederlandse Film ('Weg met de spruitjeslucht'). Van Strien hierover: "[...] In Nederland heerst een hardnekkig waardeoordeel: realisme is diep en echt, verbeelding is oppervlakkig en fake."
In 2003 richtte Van Strien samen met Claudia Brandt Accento Films op. Hij schreef en regisseerde in het genre van de fantasy een aantal korte films: Verboden Ogen (2002), Het Verborgen Gezicht (2004) en Wereld van Stilstand (2005). Ze wonnen meerdere internationale prijzen. De 'Wereld van Stilstand' - met Fedja van Huêt en Daan Schuurmans - werd vertoond op het festival New Directors/New Films in het Museum of Modern Art in New York.

## Speelfilms
In maart 2010 ging zijn eerste speelfilm Zwart water in première in de bioscoop. Deze psychologische horrorfilm met in de hoofdrollen Hadewych Minis en Barry Atsma werd in de zomer van 2010 opgepikt door Charlize Theron met het oog op een Amerikaanse remake. De film - ook bekend onder de naam Two Eyes Staring - won de Grand Prix Beste Film en Beste Scenario op het Portugese filmfestival Fantasporto, en de film werd uitgebracht in onder meer Frankrijk, Zuid-Korea, Turkije en Duitsland.
In juli 2011 regisseerde Van Strien zijn tweede speelfilm, de misdaadkomedie Oom Henk (2012) - met Hans Kesting, Tobias Nierop en Bert Luppes.
In september 2020 ging de door Van Strien geregisseerde Engelstalige film Marionette in première, een psychologische thriller met o.a Thekla Reuten in de hoofdrol. De film werd op het Nederlands Film Festival genomineerd voor beste Regie en won het Gouden Kalf voor Production Design, van de hand van Anne Winterink.

## Filmografie

### Speelfilms
- Zwart Water (2010)
- Oom Henk (2012)
- Marionette (2020)

### Korte films
- Prinsesje (1991)
- De marionettenwereld (1993)
- Novellen: Jan Willem Goes Bijlmer (1999)
- Het Spaanse Paard (1999)
- Verboden Ogen (2002)
- Het verborgen gezicht (2004)
- Wereld van Stilstand (2005)

## Prijzen en nominaties
| Jaar | Prijs                                                                 | Film                  | Resultaat   |
| ---- | --------------------------------------------------------------------- | --------------------- | ----------- |
| 1993 | Beste Korte Film (Nederlands Film Festival)                           | De marionettenwereld  | Gewonnen    |
| 1993 | Studentenoscar                                                        | De marionettenwereld  | Genomineerd |
| 2002 | Zilveren Méliès Beste Korte Film (FFF, Zweden)                        | Verboden ogen         | Gewonnen    |
| 2002 | Kodak Award Beste Fotografie (BIFF, Brussel)                          | Verboden ogen         | Gewonnen    |
| 2004 | Hans Christian Andersen Award (Odense, Denemarken)                    | Het verborgen gezicht | Gewonnen    |
| 2004 | Zilveren Méliès Beste Korte Film (Espoo, Finland)                     | Het verborgen gezicht | Gewonnen    |
| 2005 | Beste Korte Film (Nederlands Film Festival)                           | Wereld van Stilstand  | Genomineerd |
| 2011 | Best Film International Fantasy Film Special Jury Award (Fantasporto) | Zwart Water           | Gewonnen    |
| 2011 | Best Screenplay (Fantasporto)                                         | Zwart Water           | Gewonnen    |
| 2011 | Grand Prize of European Fantasy Film in Gold (Fantasporto)            | Zwart Water           | Gewonnen    |
| 2013 | Best Feature Film (WorldFest Houston)                                 | Oom Henk              | Gewonnen    |
| 2013 | Best Foreign Language Film (WorldFest Houston)                        | Oom Henk              | Gewonnen    |
| 2020 | Beste Regie (Nederlands Film Festival)                                | Marionette            | Genomineerd |
| 2020 | Beste Production Design (Nederlands Film Festival)                    | Marionette            | Gewonnen    |
| 2020 | Beste Sound Design (Nederlands Film Festival)                         | Marionette            | Genomineerd |
| 2021 | Best Film (Fantasporto)                                               | Marionette            | Gewonnen    |
| 2021 | Best Actress (Fantasporto)                                            | Marionette            | Gewonnen    |
| 2022 | Best Director (Septimius Awards)                                      | Marionette            | Genomineerd |